# Topobea standleyi
Topobea standleyi är en tvåhjärtbladig växtart som beskrevs av Louis Otho Otto Williams. Topobea standleyi ingår i släktet Topobea och familjen Melastomataceae.
Artens utbredningsområde är Guatemala. Inga underarter finns listade i Catalogue of Life.